# Перепаденко, Сергей Александрович
Сергей Александрович Перепаденко (род. 26 мая 1972, Запорожье, Украинская ССР) — советский и украинский футболист, нападающий, полузащитник.
Младший брат Геннадия Перепаденко. По его словам, был более одарённым футболистом, однако на высшем уровне сыграл всего несколько матчей за московские «Спартак» и «Локомотив» и в 24 года завершил профессиональную карьеру. В 1997—2007 выступал за любительский клуб «Виста Алегре» (Кастель-де-Фельс). Проживает в Испании, работает в сфере недвижимости.
Обладатель Кубка СССР 1991/1992.